# Bembidion confusum
Bembidion confusum es una especie de escarabajo del género Bembidion, familia Carabidae. Fue descrita científicamente por Hayward en 1897.
Habita en Canadá y los Estados Unidos (desde Nuevo Brunswick y Florida hasta Alberta y Texas). Mide 4,5-6,7 mm. Se encuentra en zonas y áreas donde abunda la arena y arcilla, cerca de ríos y lagos.